# Tomas Aguon Camacho
Tomas Aguon Camacho (18 september 1933 – 5 maart 2018) was de eerste bisschop van het Bisdom Chalan Kanoa op de Noordelijke Marianen. Hij diende als bisschop van 1984 tot zijn emeritaat in 2010.
In 2008 kreeg Camacho van de Northern Marianas Humanities Council de "Lifetime Achievement in the Humanities Award", onder meer voor zijn inspanningen voor het behoud van de Chamorro-taal.